# Cova de Son Granada de Dalt - Sementer de s'Olivera
La cova de Son Granada de Dalt - Sementer de s'Olivera és una cova artificial pretalaiòtica situat al lloc anomenat Sementer de s'Olivera, de la possessió de Son Granada de Dalt del municipi de Llucmajor, Mallorca.
Aquesta cova artificial té una rampa d'accés, una cambra allargada amb el sòtil apuntat i una petita cambreta a l'absis. L'estat de conservació és molt bo. Només hi ha algunes pedres de mida mitjana a l'interior que han rodolat de l'exterior. L'accés és excel·lent car la cova està situada al mig d'un sementer on la vegetació és inexistent. A uns 9 m al nord es veuen algunes pedres davall de les quals podria haver-hi una altra cova o bé un pas de comunicació amb la descrita. Al voltant hi ha ceràmica, però és molt escassa.